# 黑双舟蛛
黑双舟蛛（学名：Dicymbium nigrum）为皿蛛科双舟蛛属的动物。分布于英国、德国、独联体以及中国大陆的新疆等地，主要生活于山区草间石上。该物种的模式产地在欧洲。